# Síndrome XXYY
A Síndrome XXYY é uma desordem genética que ocorre numa incidência de 1:18 000 a 1:40 000 nascidos do sexo masculino. O fenótipo destes indivíduos é semelhante ao dos que possuem cariótipo 47,XXY - alta estatura, hipogonadismo hipergonadotrófico e infertilidade. Existe maior incidência de problemas médicos adicionais nestes casos.
Tartaglia et al (2008) descreveram uma série de 95 pacientes masculinos com diagnóstico de Síndrome XXYY e observaram que as causas mais comuns para indicação do teste genético foram o retardo no desenvolvimento e problemas de comportamento. Encontraram freqüência aumentada de alergia e asma, cardiopatia congênita, sinostose radioulnar, criptorquidia e convulsões.
Característica físicas e faciais incluem hipertelorismo, clinodactilia, pes planus e problemas dentais.